# 리치 캠벨
리치 캠벨(Richie Campbell, 1983년 2월 8일 ~ )은 영국의 배우, 영화배우, 텔레비전 배우이다.
해크니 구에서 태어났다.

## 영화
- 안티-소셜 (2015년)
- 몬타나 (2014년)
- 페즈 (2013년) - 베리 역
- 런던잡 (2013년)
- 패스트 걸스 (2012년) - 데이즈 역
- 아누바후드 (2011년) - 티론 역
- 빅팀 (2011년) - 요셉 역
- 스켓 (2011년)
- 더 펌 (2009년)
- 독 솔져 2 (2006년) - 제스로 역